# Aradus taylori
Aradus taylori är en insektsart som beskrevs av Van Duzee 1920. Aradus taylori ingår i släktet Aradus och familjen barkskinnbaggar. Inga underarter finns listade i Catalogue of Life.